# Chlamydopsis carinota
Chlamydopsis carinota är en skalbaggsart som beskrevs av Michael S. Caterino 2003. Chlamydopsis carinota ingår i släktet Chlamydopsis och familjen stumpbaggar. Inga underarter finns listade i Catalogue of Life.